# Johanna Odebrecht
Johanna Odebrecht (* 11. September 1794 in Greifswald; † 14. April 1856 in Kraschnitz, Schlesien; vollständiger Name: Marianna Philippina Johanna Odebrecht) war Gründerin und Leiterin einer Armenschule in Greifswald. Sie richtete wohltätige Stiftungen ein, die als „Johanna-Odebrecht-Stiftung“ bis heute bestehen.

## Leben
Johanna Odebrecht war eine Tochter des Ratsverwandten und späteren Greifswalder Bürgermeisters Johann Hermann Odebrecht (1757–1821). Ihre Mutter Christina Ilsabe Carolina Weißenborn starb früh. Johanna Odebrecht hatte als Folge eines Sturzes in der frühen Kindheit eine schwere Rückgratverkrümmung und blieb dadurch ihr Leben lang bucklig und verwachsen. Durch einen weiteren Unfall verlor sie ein Auge.
Nach dem Tod ihres Vaters erbte sie eine beträchtliche Summe, die auf mehr als 90.000 Taler geschätzt wurde. Sie widmete sich der Armenversorgung und Krankenpflege in ihrer Heimatstadt. Mit den Zinseinnahmen aus ihrem Kapital gründete und unterhielt sie in ihrem Haus in der Wollweberstraße ab 1828 eine Armenschule, die um 1833 in eine Erziehungsanstalt umgewandelt wurde. Anfangs nahm sie 20 Mädchen aus Arbeiterfamilien auf, die in Hauswirtschaften und Handarbeiten ausgebildet wurden, um so später als gute Dienstboten arbeiten zu können. Schulbücher, Kleidung und das Material für die Handarbeiten, für die in ihrem Haus untergebrachten Mädchen auch die Verpflegung, wurden von Johanna Odebrecht bezahlt. Ebenso kam sie für die Löhne des Lehrpersonals auf. In Zeiten sinkender Zinseinnahmen war sie auf private Zuschüsse angewiesen. 1839 wurden ihr die Mädchen des städtischen Waisenhauses zugewiesen, wofür sie von der Stadt 100 Taler erhielt. 1840 gehörten ihrer Erziehungsanstalt 48 Mädchen an, von denen sie zehn ganz aufgenommen hatte.
In ihrer Schule führte sie ein „diktatorisches Regiment“. Neben Geldstrafen für Zuspätkommen, bei denen den Mädchen durch Handarbeiten erworbenes Geld wieder entzogen wurde, gehörten auch entehrende Abzeichen, körperliche Züchtigungen, Hungerstrafen und das Einsperren in ein dunkles Zimmer oder den Keller zu ihren Erziehungsmaßnahmen. Nahmen Eltern ihre Kinder aus der Schule, mussten sie die gestellte Kleidung zurückgeben. Wegen Beschwerden von Eltern und des Superintendenten Finelius wurde eine Untersuchung durch die Schulkommission eingeleitet. Deren Ermahnung, das Einsperren zu unterlassen, lehnte Johanna Odebrecht jedoch ab, die sich keine Vorschriften machen ließ. Schulkommission, Stadtrat und Bürgermeister sahen für weitere Sanktionen keinen Grund.
Ihr Ansinnen, die Mädchen ihrer Anstalt nur durch den Konsistorialrat Vogt konfirmieren zu lassen, führte zu einem zwei Jahre dauernden Streit. Dieser wurde schließlich von der Regierung zu ihren Gunsten entschieden.
Wegen ihrer pietistischen Einstellung stand sie ebenfalls in der Kritik. Ursprünglich hatte sie nach einem einjährigen Aufenthalt in Düsseldorf geplant, sich an dem Rettungshaus des Grafen Adalbert von der Recke-Volmerstein in Düsseltal zu beteiligen. Als dieser nach Schlesien übersiedelte, verpflichtete sie sich zur Einrichtung eines Heimes für sittlich verwahrloste Kinder in Kraschnitz, womit sie sich in ihren letzten Lebensjahren befasste. Dort starb sie 1856.

## Nachlass
In ihrem Testament vom 7. Juli 1848 bestimmte sie, dass ein Kapital von 4825 Talern und die Erträge ihrer beiden Wohnhäuser in der Wollweberstraße für das Fortbestehen ihrer Erziehungsanstalt dienen sollten. Weiterhin verfügte sie 4600 Taler die Gründung einer „Rettungsanstalt für arme Mädchen“, 4000 Taler für eine Armstiftung und jeweils 400 Taler als Prämienfonds zur Unterstützung aus der Schule entlassener Mädchen sowie ihrer Patenkinder bei Verheiratung oder Hilfsbedürftigkeit. Ihre vier Geschwister wurden mit je 1500 Talern abgefunden. Zum Verwalter und Testamentsvollstrecker bestimmte sie ihren Schwager Hermann Theodor Hoefer, der jedoch bereits einen Monat nach ihr starb. Diese Aufgaben wurden daher einem Komitee aus vier Männern der Stadt Greifswald unter Führung des späteren Bürgermeisters Daniel Joachim Christian Teßmann übertragen.
Die im Testament für die Rettungsanstalt Graf Recke-Volmersteins in Düsseltal vorgesehenen 8000 Taler widerrief sie in einem Kodizill vom 25. April 1850. Wegen der inzwischen von ihr für das Rettungshaus in Kraschnitz geschlossenen Vereinbarungen kam es nach der Testamentseröffnung zum Streit zwischen den Testamentsvollstreckern und der Stiftung Recke-Volmersteins. Der Streit wurde schließlich 1862 vom Preußischen Obertribunal zugunsten von Recke-Volmerstein entschieden. Insgesamt wurden 5232 Taler an dessen Stiftung gezahlt.
1886 wurde die Odebrechtsche Schule in Übereinstimmung mit dem Testament aufgehoben, da in den städtischen Freischulen inzwischen auch die unteren sozialen Schichten gefördert wurden. Die gesamte Schulstiftung sowie alle Prämienfonds wurden dem Rettungshausfonds zugeschlagen. In den Jahren 1902 bis 1904 wurden an der Gützkower Landstraße mehrere Gebäude für das Rettungshaus fertiggestellt. Zur Johanna-Odebrecht-Stiftung gehören heute neben einem Fachkrankenhaus für Psychiatrie ein Altenhilfezentrum, eine Suchtberatungs- und Behandlungsstelle sowie eine evangelische Schule.